# Ashok Leyland

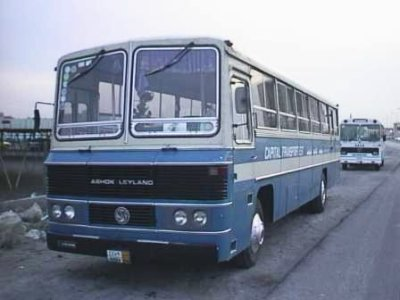
Автобус производства Ashok Leyland

Ashok Leyland — индийская автомобилестроительная компания, выпускающая грузовые автомобили, автобусы, сельскохозяйственную, строительную и военную технику, дизельные генераторы и двигатели. Компания работает по лицензии британской компании Leyland Motors. Является одной из крупнейших индийских компаний, производящих коммерческие транспортные средства и комплектующие. Считается флагманом базирующейся в Лондоне Hinduja Group.

## История
Компания была основана в 1948 году под названием Ashok Motors для сборки в Индии британских автомобилей. В 1955 году началось партнёрство с British Leyland, в связи с чем название компании было изменено на Ashok Leyland. В 1987 году вошла в состав Hinduja Group.
В 2007 году было объявлено о создании совместного предприятия с Nissan.
С 2010 года Ashok Leyland сотрудничает с украинской корпорацией «Эталон», поставляя комплектующие и машинокомплекты для производства автобусов и грузовиков на Бориспольском и Черниговском автозаводах.
В 2011 году Ashok Leyland приступил к организации совместного предприятия с автобусным заводом «Волжанин» для производства автобусов в городе Волжский Волгоградской области.
21 апреля 2016 года Ashok Leyland продал свой чешский завод Avia Ashok Leyland Motors группе Czechoslovak Group.

## Деятельность
В 2010 году компанией было произведено 95 337 коммерческих транспортных средств и 17 603 двигателей и генераторов.
Ashok Leyland представляет широкую линейку продукции:
- автобусы от 18 до 82-местных (двухэтажных),
- грузовые автомобили (от 7,5 до 49 тонн),
- специальные транспортные средства, а также дизельные двигатели,
- военная техника.